# آرپیار آرپیاریان
آرپیار آرپیاریان (ارمنی: Արփիար Արփիարեան؛ ۲۱ دسامبر ۱۸۵۱ – ۱۲ فوریهٔ ۱۹۰۸) یک نویسنده مؤثر سده ۱۹ میلادی اهل ارمنستان، کنشگر سیاسی و پیشگام واقع‌گرایی (هنر) در ادبیات ارمنی بود.

## زندگی‌نامه
آرپیار آرپیاریان در سال ۱۸۵۱ به دنیا آمد.

## آثار در روزنامه‌ها و سفر به تفلیس
نخستین آثار ادبی وی در روزنامه مشاک (به ارمنی: Մշակ) گریگور آرتسرونی که در تفلیس به چاپ می‌رسید، آغاز گشت. وی مقالات را تحت نام مستعار «هایگاگ» (به ارمنی: Հայկակ) دربارهٔ جنبه‌های مختلف زندگانی ارمنیان کنستانتینوپل به رشته تحریر درآورد.  مقاله‌های وی در در میان مردمان قفقاز مورد پسند واقع شد. در سال ۱۸۸۴ وی فرصت یافت در انتخاب جاثلیق جدید در واغارشاپات از تفلیس دیدار کند. در آنجا وی فرصت یافت که با نویسندگانی به زبان ارمنی شرقی همچون رافی، پروشیان قازاروس آقایان و سایرین دیدار نماید. 

## فعالیت سیاسی
به علاوه نویسنده بودن، آرپیار آرپیاریان یک کنشگر سیاسی و انقلابی بود  در سال ۱۸۸۹ آرپیاریان حزب سوسیال دموکرات هنچاکیان پیوست و به همراه گروهی از جوانان که در استان‌های عثمانی برای آموزش در استان‌های عثمانی پراکنده شده بودند بنیانگذاری نمود. در سال ۱۸۹۰ وی در تظاهرات Kum Kapu شرکت نمود و به عنوان یک انقلابی به همراه عده ای از اعضای حزب هنچاکیان دستگیری و به مدت دو ماه زندانی شد. وی در عفو عمومی آزاد گشت. در سال ۱۸۹۱ وی به همراه دوستش، هوهانس شاهنازاریان روزنامه هایرنیک (به ارمنی: Հայրենիք) را بنیان نهاد و به عنوان سردبیر به فعالیت پرداخت.

## گریز از کشتار حمیدیه
در سال ۱۸۹۶ کشتار حمیدیه آغاز گشت.

## سفر به قاهره و ترور
در بین سال‌های ۱۹۰۱ تا ۱۹۰۲ وی به پاریس و سپس به ونیز سفر نمود جایی که بیشتر آثار موفق خویش را به رشته تحریر آورد. در سال ۱۹۰۸ دشمنان سیاسی وی هنگامی که آرپیاریان از بازار به خانه بازمی‌گشت ترور نمودند.

## اسطوره و آثار
- Hoku zavag (Հոգու զավակ, The adopted child)
- Vosgi abrchan (Ոսկի ապրջան, The gold bracelet)
- Yerazi me kine (Երազի մը գինը, The price of a dream)
- Gadag me (Կատակ մը, A joke)
- Abushe (Ապուշը, The idiot)
- Garmir Jamuts (Կարմիր ժամուց, The crimson offering)
- Kevork Marzbeduni (Գէորգ Մարզպետունի, Gevork Marzpetuni)